# Белоусов, Анатолий Владимирович
Анато́лий Влади́мирович Белоу́сов (1922—1996) — советский учёный и конструктор в области разработки ракетно-космической техники, кандидат технических наук (1959). Лауреат Ленинской премии (1958). Герой Социалистического Труда (1961).

## Биография
Родился 29 апреля 1922 года в городе Зарайске, Зарайского уезда Рязанской губернии. 
С 1940 года призван в ряды Рабоче-Крестьянской Красной армии. С 1941 года участник Великой Отечественной войны в составе 96-й отдельной технической эвакуационной роты 96-го района авиационного базирования 2-го гвардейского истребительного авиационного корпуса противовоздушной обороны Ленинградской армии ПВО, в звании старший сержанта и в должности авиационного механика. Был участником обороны Ленинграда. 
С 1947 по 1952 год проходил обучение в Московском энергетическом институте, по окончании которого получил специализацию радиоинженера. С 1953 по 1960 год работал в НИИ-885 Министерства радиотехнической промышленности СССР в должностях: старшего инженера, начальника лаборатории, заместителя начальника отдела, занимался  разработкой автономных систем управления баллистических ракет, был одним из разработчиков системы радиоуправления для жидкостной одноступенчатой баллистической ракеты средней дальности Р-5 и двухступенчатой межконтинентальной баллистической ракеты Р-7. 
20 апреля 1956 года указом Президиума Верховного Совета СССР «за выдающиеся достижения в создании новой техники» Анатолий Владимирович Белоусов был награждён Орденом «Знак Почёта».
20 апреля 1958 года постановлением ЦК КПСС и Совета Министров СССР «за создание межконтинентальной баллистической ракеты Р-7 и успешный запуск первого в мире искусственного спутника Земли» Анатолий Владимирович Белоусов был удостоен Ленинской премии.
С 1960 по 1963 год работал в должности главного конструктора и руководителя  Специального конструкторского бюро № 567  Государственного комитета по радиоэлектронике СССР, курировал работы по разработке бортовых комплексов для космических аппаратов.
17 июня 1961 года «закрытым» Указом Президиума Верховного Совета СССР «за выдающиеся заслуги в создании образцов ракетной техники и обеспечении успешного полета человека в космическое пространство» Анатолий Владимирович Белоусов был удостоен звания Героя Социалистического Труда с вручением Ордена Ленина и золотой медали «Серп и Молот».
Скончался в 1996 году в Москве. Похоронен на Кузьминском кладбище.

## Награды
- Медаль «Серп и Молот» (19.06.1961)
- Орден Ленина (19.06.1961)
- Орден «Знак Почёта» (20.04.1956)
- Медаль «За боевые заслуги» (22.02.1945[1])
- Медаль «За оборону Ленинграда»

### Премии
- Ленинская премия (20.04.1958)